# Pāpaʻaloa
Papa'aloa es un área no incorporada ubicada en el condado de Hawái en el estado estadounidense de Hawái.

## Geografía
Papa'aloa se encuentra ubicado en las coordenadas 19°58′44″N 155°13′16″O / 19.97889, -155.22111.